# Liceu Pedro Nunes
A Escola Secundária de Pedro Nunes é um antigo liceu e actual escola secundária em Lisboa, na freguesia de Campo de Ourique, localizado na Avenida Álvares Cabral, em frente ao Jardim da Estrela. Frequentemente, ainda é referido como Liceu Pedro Nunes, a sua antiga designação.
O antigo Liceu de Pedro Nunes, actual Escola Secundária de Pedro Nunes, incluindo os jardins, os campos de jogos, o pavilhão gimnodesportivo e o refeitório está classificado desde 2012 como Monumento de Interesse Público.

## História

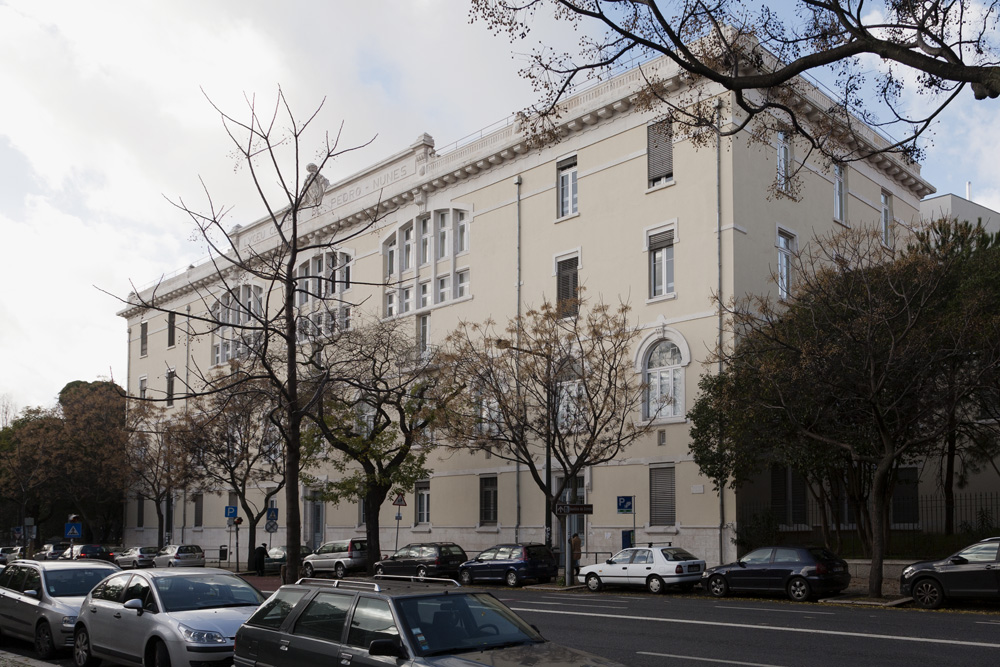
Escola Secundária Pedro Nunes (arq. Ventura Terra), 2012

Inicialmente designado Lyceu Central da 3.ª Zona Escolar de Lisboa, em 20 de Janeiro de 1906, começou por estar instalado provisoriamente (três meses) no Liceu do Carmo, no Palácio Valadares. Em 1 de Março desse mesmo ano, as aulas foram transferidas para um edifício alugado na Rua do Sacramento à Lapa, que se veio a mostrar pouco adequado, levando à compra de um terreno e à construção de um edifício de raiz, da autoria do arquiteto Ventura Terra.
O novo edifício abriu as portas a 17 de Novembro de 1911, passando-se então a chamar Lyceu Central de Pedro Nunes.
No ano letivo de 1930, é classificado como liceu normal, com a missão de apoiar a formação de professores. A sua designação passa a ser Liceu Normal de Lisboa (Pedro Nunes), alterada em 1937 para Liceu Pedro Nunes. Em 1956, mudou novamente a designação, desta vez para Liceu Normal de Pedro Nunes e, finalmente, em 1978 para Escola Secundária de Pedro Nunes que ainda hoje se mantém.
Entre 2008 e 2010 a escola foi alvo de obras de ampliação e modernização, um projeto da autoria dos arquitetos Pedro Viana Botelho e Maria do Rosário Beija, encomendado pela Parque Escolar.
A 11 de setembro de 2010, o Primeiro-Ministro José Sócrates juntamente com a Ministra da Educação Isabel Alçada, e outras personalidades, inauguraram as novas e restauradas instalações.
Em abril de 2024, a direção da escola limita o vestuário dos alunos, decretando que os alunos têm de usar “vestuário adequado” e evitar usar “calções demasiado curtos e camisolas com excessivo decote”.

## Patrono
Pedro Nunes (Alcácer do Sal, 1502 – Coimbra, 11 de agosto de 1578), com o nome latinizado Petrus Nonius, foi um matemático português que ocupou o cargo de cosmógrafo-mor para o Reino de Portugal. Foi um dos maiores vultos científicos do seu tempo. Contribuiu decisivamente para o desenvolvimento da navegação teórica, tendo-se dedicado, entre outros, aos problemas matemáticos da cartografia. Foi ainda inventor de vários instrumentos de medida, incluindo o "anel náutico", o "instrumento de sombras", e o nónio (nonius, o seu sobrenome em latim).

## Antigos alunos
Desta escola saíram alguns dos que ocupariam as cadeiras mais altas do poder e das artes em Portugal, tais como: 
- Presidentes da República: Jorge Sampaio, Marcelo Rebelo de Sousa;
- Primeiro-Ministro: Francisco Pinto Balsemão;
- Ministros: Diogo Freitas do Amaral, Guilherme de Oliveira Martins;
- Pintores: Carlos Botelho, Pedro Cabrita Reis;
- Músico: Luís Represas;
- Médico: Daniel Sampaio;
- Escritores: Pedro Paixão, Rómulo de Carvalho.